# Natalia Estrada
Natalia Estrada (Gijón, 3 september 1972) is een Spaans actrice, model en presentatrice.

## Biografie
Op haar vijftiende verhuisde ze naar Madrid waar ze muziek- en acteerlessen nam. Voor haar acteercarrière was ze flamenco- en klassiek-balletdanseres.